# Septembre 1848

## Événements

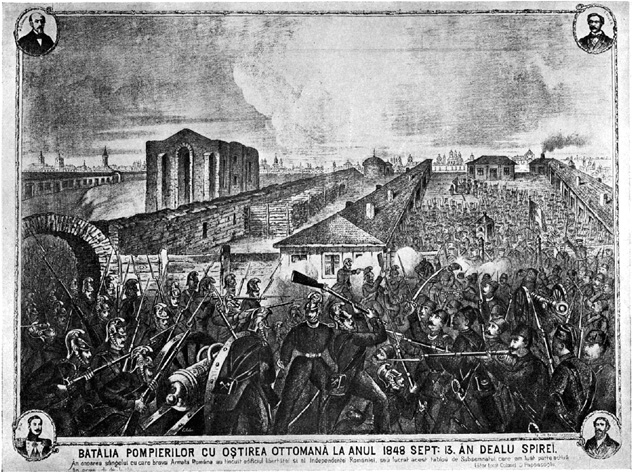
13 septembre : répression du mouvement révolutionnaire à Bucarest par les Turcs

- Septembre : le mouvement révolutionnaire à Bucarest est maté dans le même temps par les Russes et les Turcs. Les deux principautés (Moldavie-Valachie) passent sous la domination des Russes jusqu’en 1851.
- Jellachich entre en Hongrie le 11 septembre, ce qui permet à Kossuth de prendre le pouvoir en créant un comité de défense nationale (22 septembre) dont il prend la direction le 8 octobre. L’armée hongroise entre deux fois en Autriche.
- Reconquête de la Sicile révoltée par les troupes du roi de Naples.

- 2 septembre, France :
  - Numéro spécimen du journal Le Peuple de Proudhon;
  - à la Constituante, discours de Victor Hugo « sur la levée de l'état de siège ».

- 3 septembre, France : Victor Hugo vote avec la gauche (proposition Ceyras sur les indigents invalides).

- 4 septembre : début du règne de Naser ed-Din, chah de Perse à la mort de Mohammad Chah (fin en 1896).

- 4 septembre - 1er novembre, France : début de la rédaction de la constitution. L'Assemblée examine le projet de Constitution en première lecture. Le débat porte sur le préambule, l'élection du président par le corps législatif, le bicaméralisme.

- 7 septembre :
  - Le parlement autrichien de Kremsier (Moravie) abroge tous les liens serviles et abolit les droits seigneuriaux. Les propriétaires sont indemnisés.
  - Victor Hugo vote avec la gauche pour que figure une référence aux Droits de l'homme dans le préambule de la Constitution. "la journée, du 7, 777 voix ont voté la république démocratique. Les astrologues, il y a seulement deux siècles auraient conclu de cela bien des choses." (Hugo, Choses vue T 1 p 703)

- 9 septembre : le baron Charon est nommé gouverneur général de l'Algérie.

- 11 septembre, France : intervention de Victor Hugo, à la Constituante, « sur la liberté de la presse ».

- 12 septembre :
  - Adoption en Suisse de la première Constitution fédérale, issue des changements politiques à la suite de la Guerre du Sonderbund de 1847.
  - France : Alexis de Tocqueville intervient contre l'amendement Mathieu réclamant l'inscription du droit au travail dans le préambule. Il défend l'idée d'organiser socialement la charité.

- 15 septembre, France :
  - à la Constituante, discours de Victor Hugo « contre la peine de mort »;
  - premier numéro de la Revue provinciale. Elle paraîtra régulièrement chaque mois jusqu'en août 1849.

- 16 septembre : formation du Conseil national slovaque à Vienne.

- 17 septembre, France : lors d'une élection législative partielle ("complémentaire"), Louis-Napoléon Bonaparte est élu dans cinq départements.

- 19 septembre :
  - Lors d’un rassemblement public à Myjava, le Conseil national slovaque rejette la tutelle du pouvoir hongrois et déclare l’autonomie de la nation slovaque. Une troupe slovaque armée se constitue pour la première fois. Le mouvement est rapidement réprimé par les armées impériales et par la défense intérieure hongroise.
  - Le gouvernement français accorde un crédit de 50 millions pour développer la colonisation prolétarienne en établissant quelque 12 000 ouvriers et intellectuels en Algérie. Le nombre de colons passe de 40 000 en 1840 à 131 000 en 1848 et le rythme de confiscation de terres s’accélère.

- 20 septembre, France : Victor Hugo, à la Constituante, intervient « sur la censure et le théâtre ».

- 23 septembre : Louis Bonaparte quitte Londres.

- 25 septembre - 27 septembre, France : l'Assemblée débat sur le bicaméralisme. Alexis de Tocqueville, malade, ne peut prononcer le discours qu'il a préparé, dans lequel, suivant l'exemple américain, il défend le principe des deux chambres, qui permet selon lui un meilleur fonctionnement de la démocratie. C'est une Assemblée législative unique qui sera choisie, conformément à la tradition de 1789.

- 26 septembre, France : première apparition de Louis Bonaparte à l'Assemblée.

- 27 septembre, France : par 530 voix contre 289, l'Assemblée repousse le principe des deux Chambres. Victor Hugo est parmi les opposants qui ont voté pour le principe des deux Chambres.

- 29 septembre : Victor Hugo témoigne devant le 2e Conseil de guerre de Paris.

## Naissances
- 4 septembre :
  - Lewis Howard Latimer (mort en 1928), inventeur américain.
  - Gustav Bauernfeind, peintre, illustrateur et architecte allemand d'origine juive († 24 décembre 1904).
  - Charles Ashton, écrivain gallois († 13 octobre 1899).
- 8 septembre : Viktor Meyer (mort en 1897), chimiste allemand.
- 9 septembre : Elia Millosevich (mort en 1919), astronome italien.

## Décès
- 22 septembre : James Dunlop (né en 1793), astronome australien.
- 24 septembre : Branwell Brontë, peintre et écrivain britannique (° 26 juin 1817).